# Lucio Furio Medullino (tribuno consolare 432 a.C.)
Lucio Furio Medullino (Roma, ... – ...; fl. V secolo a.C.) è stato un politico romano del V secolo a.C..

## Primo tribunato consolare
Fu eletto tribuno consolare  nel 432 a.C. con Lucio Pinario Mamercino, e Spurio Postumio Albo Regillense, tutti e tre patrizi, come i tribuni consolari dell'anno precedente.
Durante la magistratura, mentre Roma si riprendeva dalla pestilenza e dalla carestia sofferta l'anno precedente ed i plebei lamentavano il fatto che le massime magistrature repubblicane erano comunque appannaggio dei patrizi, Livio riporta delle tensioni contro Roma delle popolazioni vicine degli Etruschi, Volsci ed Equi.

## Secondo tribunato consolare
Nel 425 a.C. fu eletto per la seconda volta Tribuno consolare con Lucio Quinzio Cincinnato, Aulo Sempronio Atratino e Lucio Orazio Barbato.
Durante l'anno fu concessa una tregua di venti anni a Veio, sconfitta l'anno prima da Mamerco Emilio Mamercino davanti alle mura di Fidene, ed una tregua di tre anni agli Equi.

## Terzo tribunato consolare
Nel 420 a.C. fu eletto tribuno consolare per la terza volta insieme con Marco Manlio Vulsone, Lucio Quinzio Cincinnato e Aulo Sempronio Atratino.
In quell'anno non ci furono scontri con le popolazioni vicine, ma in città ci furono tensioni per l'elezione dei questori, carica che anche per quell'anno fu ad appannaggio dei Senatori, anche se una nuova legge prevedeva che per quelli di nuova istituzione potessero essere eletti anche i plebei.